# Ed Greenwood
Ed Greenwood (Toronto, 1959) è un autore di giochi e scrittore canadese, noto per aver creato Forgotten Realms, ambientazione per il gioco di ruolo fantasy Dungeons & Dragons.

## Biografia

### Forgotten Realms
L'ambientazione è stata scritta a quattro mani, da Greenwood e da Jeff Grubb, i quali hanno pubblicato, nel 1987 per la TSR, il Forgotten Realms Campaign Set, primo manuale base (inedito in Italia); grazie al successo ottenuto, l'ambientazione è stata successivamente sviluppata e ampliata con la pubblicazione di un notevole numero di supplementi. L'idea è nata da una campagna di D&D che lo stesso Greenwood aveva creato per le proprie partite casalinghe fin dal 1975 (anche se già a otto anni fantasticava sui Reami per i primi scritti giovanili); successivamente, nel 1986, Greenwood ha venduto i diritti dell'ambientazione alla TSR, dove Grubb lavorava.
Fin dal primo rilascio di materiale per i Forgotten Realms Greenwood ha scritto e pubblicato numerosi romanzi ambientati nei Reami — alcuni tradotti e pubblicati anche in Italia — ma anche alcuni romanzi fantasy a diversa ambientazione (serie La banda dei quattro). Nonostante detenga parte dei diritti d'autore dell'ambientazione (nel caso la Wizards of the Coast, casa editrice che ha acquisito la TSR, smettesse di pubblicare nuovo materiale per i FR, i diritti tornerebbero a lui), è essenzialmente uno scrittore indipendente.
Il personaggio degno di nota più famoso e duraturo dei Reami Dimenticati è probabilmente l'arcimago Elminster, creato proprio da Greenwood (con il quale mostra una straordinaria somiglianza fisica, tanto che, su richiesta della TSR, Ed ha impersonato il mago per molti anni alle convention e al RPGA's Living City campaign).

### Altre attività
Ed ha pubblicato oltre duecento articoli per le edizioni americane dei periodici di settore Dragon (il suo primo articolo riguardava un mostro, Curst, apparso su Dragon numero 30) e Polyhedron, oltre che aver scritto oltre trenta libri e moduli d'avventura per la TSR.
Ha contribuito alla stesura di moltissimi accessori per i Forgotten Realms, soprattutto per coordinare gli autori affinché il materiale fosse dettagliato e senza incongruenze (si è definito un «poliziotto addetto al traffico»), oltre che ad averne scritti alcuni egli stesso (come la famosa serie delle Volo's Guide).
Sul sito della Wizards of the Coast dedicato ai Forgotten Realms scrive regolarmente una serie di articoli chiamata Realmslore e frequenta il forum di Candlekeep, dove può essere contattato.
È membro del Role Playing Game Association (RPGA) network ed è stato Gen Con Game Fair guest (cioè ospite d'onore alla più importante manifestazione per giochi di ruolo a livello mondiale) molte volte.
Quando non appare alle convention, vive in una vecchia tenuta di campagna in Ontario.
Quando possibile, si raduna con il vecchio gruppo di gioco per sessioni che possono durare giorni; Ed è ovviamente il DM, mentre gli altri impersonano i PG della Compagnia degli Avventurieri Folli.

## Opere

### Forgotten Realms
- The Cormyr Saga
  - Cormyr: A Novel (1996)
  - Death of the Dragon (2000)
- Double Diamond Triangle Saga
  - The Mercenaries (1998)
  - The Diamond (1998)
- The Elminster Series
  - Elminster - The Making of a Mage (1994)
  - Elminster in Myth Drannor (1997)
  - The Temptation of Elminster (1998)
  - Elminster in Hell (2001)
  - Elminster's Daughter (2004)
- The Harpers
  - Crown of Fire (1994) (Shandril's Saga - Volume 2)
  - Stormlight (1996)
- Sembia
  - "The Burning Chalice" - The Halls of Stormweather: A Novel in Seven Parts (2000)
- The Shadow of the Avatar Trilogy
  - Shadows of Doom (1995)
  - Cloak of Shadows (1995)
  - All Shadows Fled (1995)
- Shandril's Saga
  - Spellfire (1988)
  - Crown of Fire (1994) (The Harpers 9)
  - Hand of Fire (2002)
- The Knights of Myth Drannor Trilogy
  - Swords of Eveningstar (2006)
  - Swords of Dragonfire (2007)
  - The Sword Never Sleeps (2008)
- Altri titoli
  - Silverfall: Stories of the Seven Sisters (1999)

#### Antologie di novelle
- "Elminster at the Mage Fair" - Realms of Valor (1993)
- "So High A Price" - Realms of Infamy (1994)
- "The Eye of the Dragon" - Realms of Magic (1995)
- "A Slow Day In Skullport" - Realms of the Underdark (1996)
- "The Whispering Crown" - Realms of the Arcane (1997)
- "The Place Where Guards Snore at their Posts" - Realms of the Deep (2000)
- "When Shadows Come Seeking A Throne" - Realms of Shadow (2002)

### Band of Four Series
- The Kingless Land (2000)
- The Vacant Throne (2001)
- A Dragon's Ascension (2002)
- The Dragon's Doom (2003)
- The Silent House - A Chronicle of Aglirta (2004)

### Falconfar Series
- Dark Lord (2007)
- Arch Wizard

## Opere tradotte in italiano
Romanzi tradotti in italiano e pubblicati dalla casa editrice Armenia.
- Trilogia di Elminster (The Elminster Series)
  - Elminster - La nascita di un mago (Elminster - The Making of a Mage)
  - Elminster - Il viaggio (Elminster in Myth Drannor)
  - Elminster - La tentazione (The Temptation of Elminster)
- L'epopea di Elminster (The Elminster Series)
  - Elminster all'inferno (Elminster in Hell)
  - La figlia di Elminster (Elminster's Daughter)
- La banda dei quattro (Band of Four Series)
  - Terra senza Re (The Kingless Land)
  - Il trono vacante (The Vacant Throne)
- La saga di Shandril (Shandril's Saga)
  - Il fuoco della magia (Spellfire)
  - La corona di fuoco (Crown of Fire)
- I Cavalieri di Myth Drannor (The Knights of Myth Drannor series)
  - Le spade di Eveningstar (Swords of Eveningstar)
  - le spade di Dragonfire (Swords of Dragonfire)